# (100252) 1994 RY25
(100252) 1994 RY25 es un asteroide perteneciente al cinturón de asteroides, descubierto el 5 de septiembre de 1994 por Eric Walter Elst desde el Observatorio de La Silla, Chile.

## Designación y nombre
Designado provisionalmente como 1994 RY25.

## Características orbitales
1994 RY25 está situado a una distancia media del Sol de 3,086 ua, pudiendo alejarse hasta 3,323 ua y acercarse hasta 2,849 ua. Su excentricidad es 0,076 y la inclinación orbital 9,329 grados. Emplea 1981 días en completar una órbita alrededor del Sol.

## Características físicas
La magnitud absoluta de 1994 RY25 es 15,1.